# Will the Real Jerry Lewis Please Sit Down
Jerry Lewis (Will the Real Jerry Lewis Please Sit Down?, no original em inglês) é um desenho de animação, criado pelos estúdios Filmation. Estreou nos EUA em 12 de setembro de 1970
Uma animação onde o famoso comediante Jerry Lewis interpreta não só a si mesmo, como também outros personagens, como caricaturas de si próprio. Baseado nos disfarces, maquiagens e caretas inconfundíveis dos filmes do próprio Jerry Lewis.

## Personagens
- Sr. Barra Funda: chefe do Jerry na Agência de Empregos Malucos.
- Rhonda: secretária de Barra Funda e namorada de Jerry.
- Professor Lewis: pai de Jerry. Inventor maluco.
- Geraldine: irmã de Jerry
- tio Hong Kong Lewis: tio de Jerry. Detetive
- Tonelada: seu primo, filho de Hong Kong.
- tio Chicote: aviador da Primeira Guerra Mundial.
- tio Cão do Mar: marinheiro
- primo Rodney: playboy
- tio Xaveco: malandro, que trabalha junto com Dedinho
- tio Ralph: criminoso que faz o tio Xaveco parecer honesto.

## Lista de episódios
nomes originais (em inglês)
1. Computor Suitor
2. Crash Course
3. 2 ½ Rind Circus
4. Good Luck Charm
5. Out To Launch
6. Watch Of The Rhino
7. To Beep Or Not To Beep
8. How Green Was My Valet
9. Movie Madness
10. Rainmaker
11. Jerry Goes Ape
12. Haunted House Guest
13. Penthouse
14. Shipboard Romance
15. Hokus Pokus
16. Double Trouble
17. Jerry
18. Double Oh-Oh

## Ficha técnica
- Direção: Hal Sutherland
- Produção: Lou Scheimer e Norm Prescott
- Animação: Amby Paliwoda, Kaem Wond, Ben Shenkman, George Waiss, Louise Sandoval, Russ Von Neida, Virgil Ross, Ralph Somerville, Len Rogers, Ed Solomon, Ed Rehberg, Hank Smith, Lenn Redman
- Roteirista: Jack Mendelsohn, Jim Mulligan, Jim Ryan, Bill Danch, Bob Ogle, Chuck Menville, Len Jansen
- Data de estréia: 12 de setembro de 1970
- Colorido

## Transmissão
Estreou na rede estadunidense ABC. No Brasil foi transmitido pela TV Manchete, TV Bandeirantes,Canal 21,SBT e Rede Mundial.